# Auray (rivier)
La Rivière d'Auray is het estuarium van de rivier de Loc'h, in Bretagne, in het departement Morbihan.
Het is in feite één rivier met twee namen. De rivier is 56 km lang, stroomt door de stad Auray en mondt uit in de Golf van Morbihan via een estuarium dat tevens dienstdoet als (getijhaven) van Auray. Onder invloed van de getijden ontstaat in dit estuarium brak water. Bij vloed stroomt er zeewater het estuarium in en bij eb stroomt het weer naar de oceaan.